# Pedro Fernández de Castro y Portugal
Pedro Fernández de Castro y Portugal (La Coruña, 29 de junio de 1524-Madrid, 26 de agosto de 1590) fue un noble español, V conde de Lemos, II conde de Andrade, III conde de Villalba y II marqués de Sarria y grande de España.

## Biografía
Fue hijo de Fernando Ruiz de Castro y Portugal, IV conde de Lemos, I marqués de Sarria y grande de España, y de Teresa de Andrade Zúñiga y Ulloa.
Contrajo un primer matrimonio en la iglesia de san Martín de Cuéllar el 4 de mayo de 1543 con Leonor de la Cueva y Girón (m. Cuéllar 22 de junio de 1552), hija de Beltrán II de la Cueva y Toledo, III duque de Alburquerque, y de Isabel Téllez-Girón, de la casa de Osuna. Nacieron de este matrimonio:
- Fernando Ruiz de Castro Andrade y Portugal[5] (Cuéllar, 1548-Nápoles, 19 de octubre de 1601),[3] VI conde de Lemos,[1] III conde de Andrade,[2] III marqués de Sarria[6] y IV conde de Villalba.[6]
- Beltrán de Castro y de la Cueva[5] (n. Cuéllar, 1550) caballero de Alcántara (1569).[6]
- Teresa Fernández de Castro y de la Cueva[5] (m. 1609), casó, siendo su primera esposa,  con García Hurtado de Mendoza, IV marqués de Cañete y XIV virrey del Perú.[3][5]

Contrajo segundo matrimonio hacia 1555 con Teresa de la Cueva y Bobadilla, (Chinchón-Valladolid, 1602), sobrina segunda de su primera mujer, hija de Pedro Fernández de Cabrera y Bobadilla, II conde de Chinchón, castellano perpetuo del Alcázar de Segovia, alférez mayor de esta ciudad y tesorero de su casa de moneda, mayordomo del rey Felipe II y ministro de sus Consejos de Estado, Guerra, Italia y Aragón, tesorero general de este reino, y de Mencía de Mendoza y de la Cerda, su mujer, de los condes de Mélito. Fueron sus hijos:
- Pedro Fernández de Castro y Bobadilla (n. Madrid, 1570),[6][5] capitán de las Guardias Viejas de Castilla, caballero de Alcántara (1589) y comendador de Acehúche, gentilhombre de la cámara del Rey Felipe III. Casó con Jerónima de Córdoba y de la Cueva,[6] hija de Rodrigo de Córdoba y Rojas, señor de Casa Palma, y de Mencía de la Cueva y Mendoza, su mujer, hija a su vez de Alonso I de la Cueva y Benavides, I señor de Bedmar, y de Juana Manrique de Mendoza, de los señores de Genevila. Sin sucesión.
- Rodrigo de Castro y Bobadilla, canónigo de Toledo y dignidad de arcediano de Alcázar, consejero de la Suprema. Dejó un hijo natural.
- Andrés de Castro Cabrera y Bobadilla, natural de Monforte de Lemos,[3] comendador de Portezuelo en la misma Orden de Alcántara, que testó Madrid en 1647. Fue canónigo de Toledo pero renunció este cargo y al estado clerical y sirvió a Felipe IV como gentilhombre de cámara y general de la escuadra de bajeles del reino de Galicia. Casó en 1590 con Inés Enríquez de Ribera,[3] o de Guzmán, hija de Perafán de Ribera y de Inés Enríquez Tavera de Saavedra, I condesa de la Torre. Con descendencia en que recayó el condado de Chinchón.